# Beniarjó
Beniarjó település Spanyolországban, Valencia tartományban. Beniarjó Real de Gandía, Almoines, Rafelcofer, La Font d’en Carròs, Beniflà és Palma de Gandía községekkel határos. Lakosainak száma 1907 fő (2024).

## Népesség
A település lakosságának változását az alábbi diagram mutatja:
| Lakosok száma | 1269 | 1432 | 1641 | 1783 | 1836 | 1815 | 1759 | 1765 | 1791 | 1907 |
|               | 2001 | 2004 | 2007 | 2009 | 2012 | 2014 | 2017 | 2019 | 2022 | 2024 |